# Steven Runciman
Sir James Cochran Stevenson Runciman (7 de juliol de 1903 - 1 de novembre de 2000) va ser un historiador britànic especialitzat en l'edat mitjana. El seu pare i la seva mare van ser diputats pel Partit Liberal britànic. Es diu que llegia llatí i grec als cinc anys. Al llarg de la seva vida arribaria a dominar un extraordinari nombre de llengües, de manera que per a les seves investigacions no només va consultar fonts en llatí, grec i en les diferents llengües occidentals, sinó també en àrab, turc, persa, hebreu, siríac, armeni i georgià. Va ser contemporani i amic de George Orwell. El 1921 va entrar al Trinity College de Cambridge, on va estudiar amb John Bagnell Bury.
Després de rebre una gran herència del seu avi, Runciman va deixar la beca de què gaudia el 1938 i va començar a viatjar. Del 1942 al 1945 va ser professor d'història i art bizantins a la Universitat d'Istanbul, on va iniciar estudis sobre les croades.

## Obres
- The Emperor Romanus I Lecapenus and His Reign  (1929)
- The First Bulgarian Empire Arxivat 2007-03-29 a Wayback Machine. (1930)
- Byzantine Civilization (1933)
- The Medieval Manichee: A Study of the Christian Dualist Heresy (1947)
- A History of the Crusades: Volume 1, The First Crusade and the Foundation of the Kingdom of Jerusalem (1951)
- A History of the Crusades: Volume 2, The Kingdom of Jerusalem (1952)
- The Eastern Schism: A Study of the Papacy and the Eastern Churches in XIth and XIIth Centuries  (1953)
- A History of the Crusades: Volume 3, The Kingdom of Acre and the Later Crusades (1954)
- The Sicilian Vespers: A History of the Mediterranean World in the Later Thirteenth Century (1958)
- The White Rajahs (1960)
- The Fall of Constantinople 1453 (1965)
- The Great Church in Captivity (1968)
- The Last Byzantine Renaissance (1970)
- The Orthodox Churches and the Secular State (1972)
- Byzantine Style and Civilization  (1975)
- The Byzantine Theocracy (1977)
- Mistra (1980)
- A Traveller's Alphabet. Partial Memoirs. (1991)
- Grècia i les croades finals, Conferència a Monemvasia el 31 de juliol del 1982 (anglès)